# Guegue Norte
Guegue Norte (auch: Gué-Gué, Guegue Monserrate) ist ein Ort im Norden des Distrikts Cantagalo auf der Insel São Tomé im Inselstaat São Tomé und Príncipe. 2012 wurden 104 Einwohner gezählt.

## Geographie
Der Ort liegt oberhalb der Ostküste am Bergsporn des Bussaco.

## Feldbahn

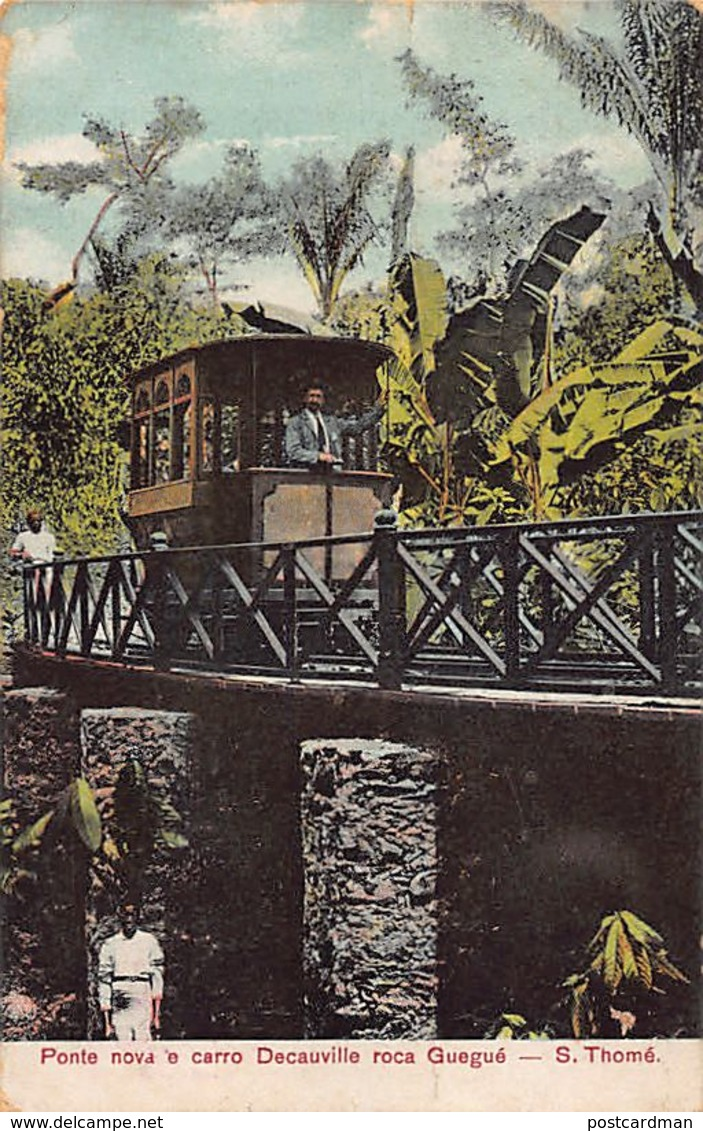
Personenwagen auf der neuen Brücke der Roça Guegué
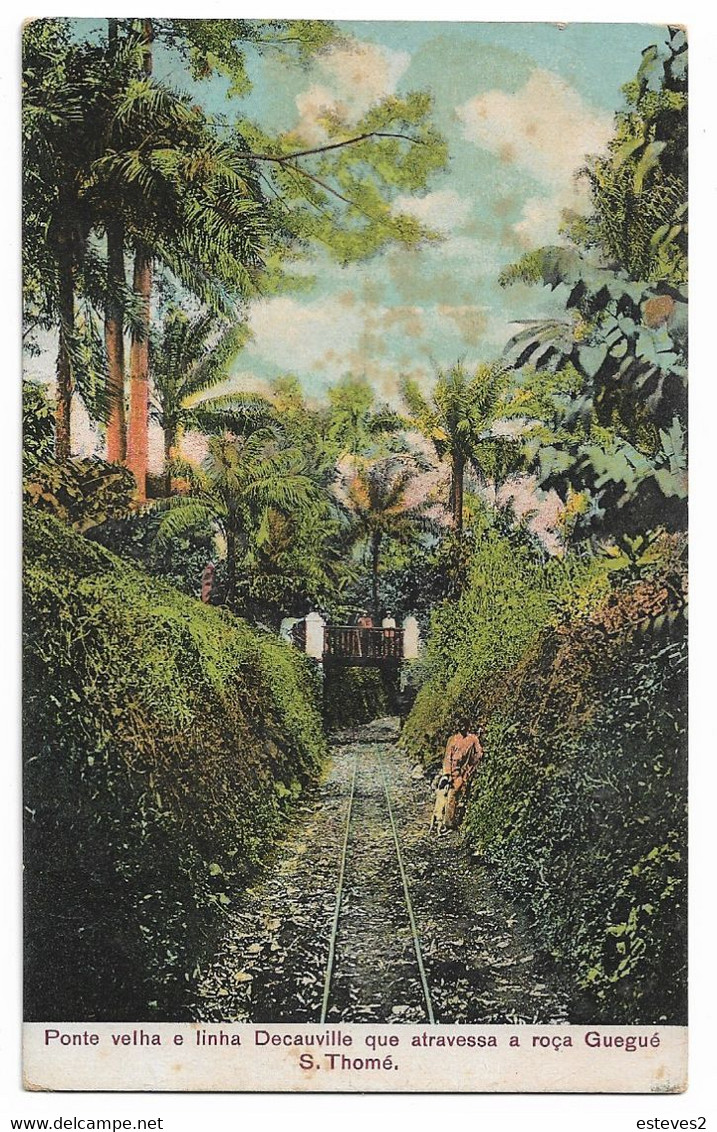
Alte Brücke über die Feldbahn